# Ty Schultz
Ty Schultz (chinesisch 郑·恩来, Pinyin Zhèng ēn lái; * 5. März 1997 in New Westminster, British Columbia) ist ein kanadischer Eishockeyspieler mit chinesischer Staatsbürgerschaft, der zuletzt bis März 2023 bei Kunlun Red Star aus der Kontinentalen Hockey-Liga (KHL) unter Vertrag gestanden und dort auf der Position des Verteidigers gespielt hat.

## Karriere
Schultz, der einen deutschen Vater und eine chinesische Mutter hat, wurde im kanadischen New Westminster geboren. Seine Großmutter war die chinesische Hochsprung-Weltrekordlerin Zheng Fengrong, seine jüngere Schwester Nina Schultz nahm unter dem Namen Zheng Ninali an den Olympischen Sommerspielen 2020 im Jahr 2021 teil und belegte im Siebenkampf den zehnten Platz.
Der Verteidiger verbrachte seine Juniorenzeit zwischen 2014 und 2017 bei den Medicine Hat Tigers in der Western Hockey League (WHL). Für das Franchise absolvierte Schultz in der kanadischen Juniorenliga in diesem Zeitraum insgesamt über 200 Partien. Nachdem er in seinem dritten Juniorenjahr lediglich 54 Spiele – davon zehn in den Playoffs – absolviert hatte, pausierte er die folgenden zwei Spielzeiten vollständig und blieb folglich auch ungedraftet. Erst im Verlauf der Saison 2019/20 kehrte der 22-Jährige in den Profisport zurück, als er acht Partien für KRS-BSU Peking in der Wysschaja Hockey-Liga bestritt. Das Team fungierte als Farmteam des chinesischen Klubs Kunlun Red Star aus der Kontinentalen Hockey-Liga (KHL).
Nachdem Schultz in der Saison 2020/21 erneut komplett mit dem Eishockey ausgesetzt hatte, schaffte er zur Saison 2021/22 den Sprung in den Kader des KHL-Teams und kam zu 21 Einsätzen. Im September 2022 wurde der auslaufende Vertrag des Kanadiers vor dem Hintergrund der COVID-19-Pandemie um ein Jahr verlängert.

### International
Im Februar 2022 lief Schultz unter dem Namen Zheng Enlai für die chinesische Nationalmannschaft bei den Olympischen Winterspielen in Peking auf. Ebenso spielte der Verteidiger bei der Weltmeisterschaft der Division IIA 2022, bei der die chinesische Mannschaft souverän den Aufstieg in die Division IB schaffte. In der Folge stand Schultz im Aufgebot bei der Weltmeisterschaft der Division IB 2023.

## Erfolge und Auszeichnungen
- 2022 Aufstieg in die Division IB bei der Weltmeisterschaft der Division IIA

## Karrierestatistik
Stand: Ende der Saison 2022/23

### International
Vertrat die Volksrepublik China bei:
- Olympischen Winterspielen 2022
- Weltmeisterschaft der Division IIA 2022
- Weltmeisterschaft der Division IB 2023

(Legende zur Spielerstatistik: Sp oder GP = absolvierte Spiele; T oder G = erzielte Tore; V oder A = erzielte Assists; Pkt oder Pts = erzielte Scorerpunkte; SM oder PIM = erhaltene Strafminuten; +/− = Plus/Minus-Bilanz; PP = erzielte Überzahltore; SH = erzielte Unterzahltore; GW = erzielte Siegtore; 1 Play-downs/Relegation; Kursiv: Statistik nicht vollständig)